# Текрур
16°35′01″ пн. ш. 14°35′02″ зх. д. / 16.583611111111° пн. ш. 14.583888888889° зх. д.
Текрур — одна з невеликих держав Західної Африки, що існувала в IX—XIII століттях, чий розквіт припав приблизно на той же період, що і у Імперії Гана. Одна з перших ісламських держав в цьому регіоні. Столиця розташовувалася на острові Морфіл між річками Сенегал і Дуе на півночі сучасного Сенегалу, в той час важливому центрі транссахарської торгівлі.
Такрур був арабським терміном, який використовувався для позначення всіх людей західноафриканського походження. В IX ст. завдяки діяльності Вар Джабі сюди проникає іслам. Згодом стає однією з залежних держав імперії Малі.
У XV столітті території Такрура була завойована імперією Джолоф. У тому ж XV столітті повсталим фула на чолі з Колі (Koli) вдалося відновити Такрур під назвою Фута Торо. Колі зміг заснувати власну династію, першу династію фуле (Денанке). У 1776 році мусульманське духовенство скинуло владу династії Денанке.

## Територія
Була сусідом інших невеличких держав — Сангана (на захолі) й Сілла (на сході). Столицею було місто Морфіл.

## Вірування
До прийняття ісламу поклонялися численним богам, на чолі яких стов головний — Дукур. Саме поганське поклоніння в арабських джерелах називається «дакакір».